# Edifici d'habitatges a la rambla General Vives, 45 (Igualada)
L'Edifici d'habitatges a la rambla General Vives, 45 és una obra eclèctica d'Igualada (Anoia) inclosa a l'Inventari del Patrimoni Arquitectònic de Catalunya.

## Descripció
Edifici d'estatges de quatre pisos d'alçada, construït al xamfrà de dos estrets carrers. Malgrat l'actual estat de la façana, són remarcables els esgrafiats que ocupen la totalitat del mur llis amb temàtica vegetal. Destaquen també les diferents obertures de l'edifici al primer i segon pis, on s'inclouen uns pilars adossats al mur amb capitells d'ordre jònic.